# Daptesister pilosus
Daptesister pilosus är en skalbaggsart som beskrevs av Helava in Helava et al. 1985. Daptesister pilosus ingår i släktet Daptesister och familjen stumpbaggar. Inga underarter finns listade i Catalogue of Life.